# Flugunfall der Greenlandair bei Kangerlussuaq 1961
Der Flugunfall der Greenlandair bei Kangerlussuaq 1961 ereignete sich am 29. August 1961. Bei einem grönländischen Charterflug von der Sondrestrom Air Base in Kangerlussuaq nach Aasiaat verunglückte eine im Namen der Greenlandair betriebene De Havilland Canada DHC-3 Otter der Eastern Provincial Airways (CF-MEX), als kurz nach dem Start ein Brand ausbrach. Durch den Unfall wurde ein Besatzungsmitglied getötet.

## Maschine
Die verunglückte Maschine war eine De Havilland Canada DHC-3 Otter mit der Werknummer 332. Sie wurde im Jahr 1960 im Werk von De Havilland Canada in Downsview, Ontario endmontiert. Das Roll-Out der Maschine erfolgte im April 1960. Am 21. April 1960 wurde sie mit dem Luftfahrzeugkennzeichen CF-MEX an die Eastern Provincial Airways ausgeliefert. Die Maschine wurde im Neuzustand nach Grönland ausgeflogen und seit Ende April 1960 an die Greenlandair verleast. Auf dem Überführungsflug begleiteten sie eine weitere DHC-3 Otter (CF-LEA) sowie eine Canso (CF-CRP) der Eastern Provincial Airways. Die einmotorige Maschine, ein Zubringerflugzeug mit STOL-Eigenschaften, hatte einen Sternmotor vom Typ Pratt & Whitney R-1340. Sie war ein Amphibienflugzeug mit Schwimmkufen und zusätzlich ausfahrbarem Fahrwerk. Sie trug die standardmäßige Lackierung der Eastern Provincial Airways mit roter Grundfarbe und einer weißen umlaufenden Bauchbinde sowie einem weißen Streifen auf dem Leitwerk. Bis zum Unfall hatte sie 750 Betriebsstunden absolviert.

## Hintergrund
1958 schloss die Regierung Dänemarks mit der kanadischen Eastern Provincial Airways einen Vertrag zur Passagierbeförderung innerhalb Grönlands ab. Die Flüge sollten als arktische Erkundungsflüge über dem Eis geflogen werden. Ab 1960 wurde ein Vertrag mit der EPA zur Personenbeförderung mit Maschinen der Typen DHC-3 Otter und Canso geschlossen. Zu diesem Zweck wurden Amphibienflugzeuge der Typen De Havilland Canada DHC-3 Otter mit den Luftfahrzeugkennzeichen CF-LEA und CF-MEX sowie eine Canso mit dem Kennzeichen CF-CRP eingesetzt. Die Flüge sollten in den Sommermonaten mit Schwimmkufen und im Winter mit Kufen zur Landung auf dem Eis durchgeführt werden. Der Flugbetrieb wurde den ganzen Sommer über fortgesetzt, bis die Maschinen im Oktober 1960 nach Gander zurückgeflogen wurden. Den Zuschlag für die Personenbeförderung in Grönland in der Sommersaison 1961 erhielt erneut die Eastern Provincial Airways. Die CF-MEX war ab März 1961 mit Landekufen in Betrieb. Ab Mitte Mai war noch eine weitere Otter (CF-LEA) im Einsatz. Als diese am 16. Juni 1961 für Wartungsarbeiten nach Gander abberufen wurde, verblieb CF-MEX als einzige DHC-3 Otter der EPA im innergrönländischen Betrieb. Die Maschine wurde von Kangerlussuaq für Flugverbindungen nach Sisimiut, Aasiaat, Qasigiannguit, Ilulissat und Qeqertarsuaq eingesetzt. Einige Tage war die Maschine in Aasiaat stationiert und wurde für Flüge zwischen den Städten in der Diskobucht eingesetzt. Die Maschine wurde auch für einige Charter- und Ambulanzflüge genutzt.

## Passagiere, Besatzung und Flugplan
An Bord waren vier Passagiere, zwei Angehörige der United States Air Force und zwei Dänen, sowie eine zweiköpfige kanadische Besatzung, bestehend aus einem Flugkapitän und einem Ersten Offizier. Flugkapitän war Jim Rowe. Der Charterflug sollte nach Aasiaat und zu weiteren Orten nordwärts führen.
| Staatsangehörigkeit | Passagiere | Besatzung | Gesamt |
| ------------------- | ---------- | --------- | ------ |
| Dänemark            | 2          | –         | 2      |
| Kanada              | –          | 2         | 2      |
| Vereinigte Staaten  | 2          | –         | 2      |
| Gesamt              | 4          | 2         | 6      |

## Unfallhergang
Die Maschine erreichte nach dem Start eine Flughöhe von 3500 Fuß und befand sich etwa 20 Meilen nördlich des Startflughafens, als ein Feuer an Bord ausbrach. Der Besatzung war es nicht möglich, zum Flughafen zurückzukehren. Dichter Rauch breitete sich im Cockpit aus, wodurch keiner der Piloten sehen konnte, was der andere tat. Sie konnten die Geschehnisse erst im Krankenhaus wie folgt rekonstruieren:
Als der Kapitän die Hitze im Cockpit nicht mehr ertragen konnte, beugte er sich zur Hälfte ins Freie und schirmte damit teilweise das Cockpit gegen weiteres Eindringen von Rauch ab. Schließlich gelang es ihm, die Maschine um 15:23 Uhr Ortszeit auf einem See notzulanden. Das Flugzeug raste über den See und rutschte brennend ans Ufer. Der Pilot wurde nach vorn aus dem Cockpit geschleudert und unter der linken Schwimmkufe eingeklemmt, während die Otter ausbrannte.

## Opfer
Alle Passagiere blieben unverletzt, jedoch erlitten die Piloten schwere Verbrennungen. Beide wurden mit einem Rettungshubschrauber der US Air Force nach Kangerlussuaq und von dort ins Krankenhaus nach Goose Bay geflogen. Flugkapitän Jim Rowe wurde in eine Spezialklinik in Toronto gebracht, starb jedoch am 7. September 1961 an seinen Verletzungen. Der Erste Offizier erlitt vor allem Brandwunden an den Beinen.

## Ursache
Bei der Unfalluntersuchung wurde festgestellt, dass das Feuer durch eine Undichtigkeit im Vergaser verursacht und gespeist worden war. Die Undichtigkeit habe sich ergeben, nachdem sich eine Überlaufleitung gelöst hatte und aus dieser unkontrolliert Treibstoff austrat.

## Gedenken
Flugkapitän Jim Rowe hatte am 14. Oktober 1958 eine andere DHC-3 Otter der Eastern Provincial Airways (CF-GCV) auf Lower Savage Island, Nordwest-Territorien, notgelandet. Für seine Maßnahmen zur Rettung seiner Passagiere beim Flugunfall der CF-MEX wurde er posthum ausgezeichnet. Nach ihm wurde zudem eine Straße in der Stadt Gander benannt.